# 帝京科学大学
帝京科学大学（ていきょうかがくだいがく、英語: Teikyo University of Science）は、東京都足立区千住桜木二丁目2番1号に本部を置く日本の私立大学。1990年創立、1990年大学設置。

## 概観

### 大学全体
1990年（平成2年）に西東京科学大学として創立、1996年（平成6年）に学部再編に伴い帝京科学大学に名称変更された。2002年に開設したアニマルサイエンス学科では獣医学でもなく畜産学でもない当時の大学では日本初の「動物と人間の共生」という新しい動物系の分野を開拓している。
生命環境学部は、「動物」「自然」「生命」を学ぶ3つの学科で社会に貢献するための視点を広げるとしており、自然環境学科では、公害防止管理者や環境計量士等、生命科学科では食品衛生管理者、化粧品開発や臨床工学技士（臨床工学コース）等、アニマルサイエンス学科では、家庭犬や大型犬のドッグトレーナー、動物園や水族館の飼育員、国家資格となった愛玩動物看護師等を目指すことができる。また、千住キャンパス内には附属動物病院が開院されており実践的な動物看護・福祉を学ぶ環境が整備されている。医療科学部は、医療、福祉を実践する力とチームで協働する力を身につけるとしており、理学療法士、作業療法士、柔道整復師を養成する学科を設置し、2012年4月からは千住キャンパスに看護学科を新設し医療系を学べる環境が整備されている。また、文系の枠組みに多くある福祉系分野を、医療の知識を持った福祉職の育成を念頭にした医療福祉学科を医療科学部に開設している。教育人間科学部は、子どもたちの多様な個性をはぐくみ豊かな未来に貢献できる力を養うとしており、幼稚園教員や保育士、小学校教員、中学校教員（理科、保健体育、英語）、高等学校教員（理科、保健体育、英語）の資格を目指すことができる。さらに、3つの学部を横断し様々な活動を行っていることも大きな特長であり、アニマルサイエンス学科では地域の幼稚園・保育園・小学校と連携して「動物介在教育活動」や「動物を使ったリハビリ」についてのワークショップの開設などを行っている。日本では動物介在療法などに関しての効果研究などはこれから期待されるところだが、日本におけるこの分野での取組として対象となる障害児・者の障害理解がまだ不十分な点に関しては、医療科学部作業療法学科が積極的に取り組み始めている。

### 建学の精神
帝京科学大学の建学の精神は、「人類の将来を正しく見据え、生命の尊厳を深く学び、自然と人間の共生に貢献できる人材を育成し、持続可能な社会の発展に寄与する」である。

## 沿革
- 1990年（平成2年）- 山梨県上野原市に西東京科学大学として開学。理工学部（電子・情報科学科、バイオサイエンス学科、物質工学科、経営工学科）を設置。
- 1994年（平成6年）- 西東京科学大学大学院開設。理工学研究科 バイオサイエンス専攻、マテリアルズ専攻、経営情報システム専攻（それ ぞれ修士課程）を設置。
- 1996年（平成8年）4月 - 帝京科学大学に改称。大学院理工学研究科 先端科学技術専攻（博士後期課程）を設置。
- 1997年（平成9年）4月 - 理工学部 経営工学科をマネジメントシステム学科に改組。
- 1998年（平成10年）4月 - 理工学部 物質工学科を環境マテリアル学科に改組。
- 1999年（平成11年）4月 - 大学院バイオテクノロジー研究センターを設置。
- 2000年（平成12年）4月 - 大学院未来材料研究センターを設置。理工学部の電子・情報科学科をメディアサイエンス学科に改組。
- 2001年（平成13年）4月 - 理工学部 バイオサイエンス学科にアニマルサイエンスコースを設置。
- 2002年（平成14年）4月 - 理工学部 アニマルサイエンスコースを理工学部 アニマルサイエンス学科に改組。博物館学芸員課程を設置。理工学部 マネジメントシステム学科を学生募集停止。
- 2003年（平成15年）
  - 1月 - ISO 40001認証を取得。
  - 4月 - 大学院理工学研究科のマテリアルズ専攻を環境マテリアル専攻に改組。
- 2005年（平成17年）- 理工学部 メディアサイエンス学科をメディア情報システム学科に、環境マテリアル学科を環境科学科に改組。大学院理工学研究科の経営情報システム専攻をメディア情報システム専攻に改組。大学院理工学研究科にアニマルサイエンス専攻（修士課程）を設置。理工学部のマネジメントシステム学科を廃止。
- 2006年（平成18年）4月 - 理工学部アニマルサイエンス学科にアニマルセラピーコース、メディア情報システム学科に臨床工学コースを設置。
- 2007年（平成19年）4月 - 理工学部を生命環境学部に名称変更。医療科学部リハビリテーション学科理学療法学専攻を設置。
- 2008年（平成20年）
  - 1月 - 環境マネジメントシステム（EMS）の運用を開始。
  - 4月 - 生命環境学部生命科学科を設置。医療科学部に作業療法学科を設置。医療科学部のリハビリテーション学科理学療法学専攻を理学療法学科に改組。こども学部こども学科を設置。生命環境学部のメディア情報システム学科、バイオサイエンス学科を学生募集停止。
- 2009年（平成21年）4月 - 医療科学部柔道整復学科を設置。
- 2010年（平成22年）4月 - 千住キャンパス（東京都足立区）、山梨市キャンパス（山梨県山梨市）を開設。生命環境学部アニマルサイエンス学科の動物看護福祉コースを千住キャンパスへ移転。生命環境学部 生命科学科の生命・健康コース、臨床工学コースを千住キャンパスへ移転。医療科学部に東京理学療法学科、東京柔道整復学科を設置。こども学部に児童教育学科を設置。こども学部児童教育学科に保育士養成課程を設置。生命環境学部の環境科学科を自然環境学科に改組。総合教育センターを設置。地域連携推進センターを設置。
- 2012年（平成24年）4月 - 医療科学部看護学科を設置。
- 2014年（平成26年）4月 - 教職センターを設置。
- 2016年（平成28年）4月 - 医療科学部医療福祉学科を設置。こども学部児童教育学科を幼児保育学科と学校教育学科（小学校コース・中高理科コース・中高保健体育コース）に改組（児童教育学科を学生募集停止）。
- 2017年（平成29年）4月 - 医療科学部看護学科に保健師養成課程を設置。こども学部を教育人間科学部に名称変更。教育人間科学部のこども学科に小学校・幼稚園教諭コース、幼稚園・保育士コースを設置。生命環境学部のメディア情報システム学科とバイオサイエンス学科を廃止
- 2018年（平成30年）4月 - 千住キャンパスに附属動物病院を開院。上野原キャンパスの名称を東京西キャンパスに変更。大学院医療科学研究科総合リハビリテーション学専攻（修士課程）を設置。
- 2019年（平成31年）4月 - 教育人間科学部学校教育学科に国際英語コースを設置。山梨市キャンパスを東京西キャンパスに統合し、使用停止。
- 2020年4月 - 大学院医療科学研究科総合リハビリテーション学専攻（博士課程）、同看護学専攻（修士課程）、同柔道整復学健康ケア専攻（修士課程）を設置。千住キャンパス内に帝京科学大学千住桜木保育園を開園。
- 2021年（令和3年）4月 - 児童教育学科を廃止。
- 2022年（令和4年）4月 ‐ 生命環境学部生命科学科臨床工学コースにおいて4年間千住キャンパスで就学可能となる。
- 2023年（令和5年）4月 ‐ 教育人間科学部学校教育学科国際英語コースのコース名を中高英語コースに変更。
- 2023年（令和5年）6月 ‐ 神田女学園高等学校（東京都千代田区）と高大連携協定を締結。
- 2024年（令和6年）4月 ‐ 総合リハビリテーション学専攻（博士課程）の名称を医療科学専攻（博士課程）に変更。

## 教育および研究

### 学部
- 生命環境学部
  - アニマルサイエンス学科
    - アニマルサイエンスコース（就学は東京西キャンパス。以下同じ）
    - アニマルセラピーコース
    - 野生動物コース
    - 動物看護福祉コース（就学は千住キャンパス）

  - 生命科学科
    - 生命コース（就学は東京西キャンパス）
    - 生命・健康コース（就学は千住キャンパス）
    - 臨床工学コース（就学は千住キャンパス）

  - 自然環境学科（就学は東京西キャンパス・千住キャンパス）
    - 生物環境分野
    - 環境化学分野
- 医療科学部
  - 東京理学療法学科（就学は千住キャンパス。以下同じ）
  - 東京柔道整復学科
  - 看護学科
  - 医療福祉学科
  - 理学療法学科（就学は東京西キャンパス。以下同じ）
  - 作業療法学科
  - 柔道整復学科
- 教育人間科学部
  - 幼児保育学科（就学は千住キャンパス。以下同じ）
  - 学校教育学科
    - 小学校コース
    - 中高理科コース
    - 中高保健体育コース
    - 中高英語コース（2023年4月、国際英語コースから中高英語コースにコース名変更）

  - こども学科（就学は東京西キャンパス）
    - 小学校・幼稚園教諭コース
    - 幼稚園教諭・保育士コース

### 大学院
- 理工学研究科
  - バイオサイエンス専攻（博士前期課程（修士課程））
  - アニマルサイエンス専攻（博士前期課程（修士課程））
  - 環境マテリアル専攻（博士前期課程（修士課程））
  - 先端科学技術専攻（博士後期課程）
    - バイオサイエンス領域
    - アニマルサイエンス領域
    - 環境マテリアル領域
- 医療科学研究科
  - 総合リハビリテーション学専攻（修士課程）
  - 看護学専攻（修士課程）
  - 柔道整復学健康ケア専攻（修士課程）
  - 医療科学専攻（博士課程）

## 基礎データ

### 所在地
千住キャンパス
- 東京都足立区千住桜木2-2-1
- 法人本部、生命環境学部 アニマルサイエンス学科 動物看護福祉コース、自然環境学科、生命科学科 生命・健康コース、生命科学科 臨床工学コース／医療科学部 東京理学療法学科、東京柔道整復学科、看護学科、医療福祉学科／教育人間科学部 幼児保育学科、学校教育学科／大学院 医療科学研究科

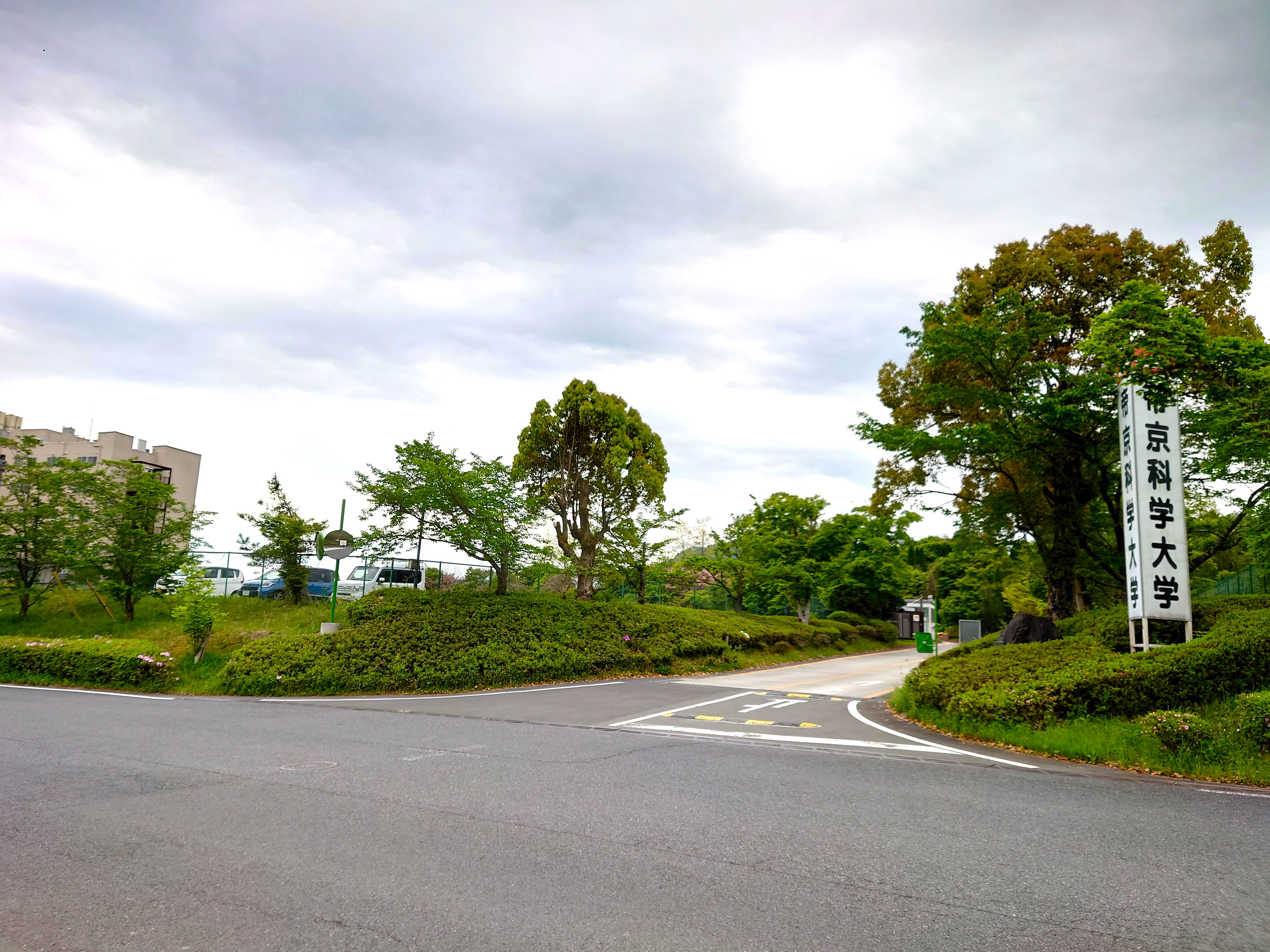
東京西キャンパス
- 山梨県上野原市八ッ沢2525
- 生命環境学部 アニマルサイエンス学科 アニマルサイエンスコース・アニマルセラピーコース・野生動物コース、自然環境学科、生命科学科生命コース／医療科学部 理学療法学科、作業療法学科、柔道整復学科／教育人間科学部 こども学科／大学院 理工学研究科

### 附属機関
- 帝京科学大学千住接骨院
- 帝京科学大学山梨整骨院
- 帝京科学大学八王子整骨院
- 帝京科学大学千住大橋接骨院
- 帝京科学大学附属動物病院
- 帝京科学大学千住桜木保育園

### 交通アクセス
- 千住キャンパス（本館、2号館、3号館、8号館）
  - 東武バス・東京都営バス「千住桜木」バス停下車徒歩2分
- 千住キャンパス（7号館、帝京科学大学千住総合グラウンド）
  - 東武バス・東京都営バス「千住龍田町」バス停下車徒歩1分
  - 京成本線　千住大橋駅から徒歩約17分
- 東京西キャンパス
  - 富士急バス「帝京科学大学」バス停約5分

かつては山梨市キャンパスが存在したが、2019年（平成31年）に機能を東京西キャンパスへ移転した。

## 不祥事
2016年（平成28年）3月3日、柔道部に所属する3年生が大学寮の食堂で、同じく柔道部に所属する2年生の腹を殴るなど暴力行為に及んでいたことが発覚した。被害者の2年生は顎の骨を折る1カ月の怪我を負い入院した。さらに大学が調査を進めた結果、他の上級生も複数名がこの2年生に対して暴力を振るっていたことが発覚した
。大学は、監督責任として柔道部部長を解任、謹慎処分にしたほか、加害者の3年生に停学4カ月の処分を下した。被害者の2年生は自主退学し、事件を受けて全日本柔道連盟は懲戒委員会を開き、部員らの処分について検討することとなった。

## 系列校
学校法人帝京科学大学では、設置している下記の教育機関を帝京科学大学の系列校としている。また学校法人帝京科学大学が設置する教育機関のほか、複数の学校法人からなる帝京大学グループが設置する教育機関が存在している。
- 愛媛帝京幼稚園
- 帝京第五高等学校
- 帝京福祉専門学校

かつては帝京冨士中学校・高等学校も系列校であったが、2021年（令和3年）に閉校となっている。